# Waco: American Apocalypse
Waco: American Apocalypse är en dokumentärserie om belägringen i Waco mellan davidianerna och FBI 1993. Serien hade premär på Netflix den 22 mars 2023.
Dokumentärserien visar bland annat intervjuer med överlevande och journalister samt personer från FBI och ATF.